# Anthodioctes willineri
Anthodioctes willineri är en biart som först beskrevs av Jesus Santiago Moure 1947.  Anthodioctes willineri ingår i släktet Anthodioctes och familjen buksamlarbin. Inga underarter finns listade i Catalogue of Life.